# Detaljhandelsapokalypsen
Detaljhandelsapokalypsen (engelska: retail apocalypse), eller Butiksdöden, avser krisen inom detaljhandeln i USA under 2010-talet, mycket beroende på att kunderna övergår till e-handel. Av cirka 1 200 köpcentrum i USA beräknas hälften ha stängt ner verksamheten år 2023.